# Ceglédi VSE
Der Ceglédi VSE ist ein ungarischer Fußballverein in Cegléd, der aktuell in der Nemzeti Bajnokság III (3. Liga Ungarns) spielt. In der Saison 2006/07 schaffte der CVSE als Meister seiner Drittliga-Staffel den Aufstieg.
Der Verein wurde gegründet im Jahre 1935. Die Vereinsfarben sind gelb und blau. Das „VSE“ im Vereinsnamen bedeutet „Eisenbahner Sport-Verein“.
Das Stadion („Malomtó széli sporttelep“) verfügt über insgesamt 4.000 Zuschauerplätze, davon 1.000 auf der überdachten Sitzplatztribüne. Es verfügt über eine Laufbahn, über Flutlicht verfügt es hingegen nicht.